# Aristotelesia
Aristotelesia is een geslacht van wantsen uit de familie van de Miridae (blindwantsen). Het geslacht werd voor het eerst wetenschappelijk beschreven door José Cândido de Melo Carvalho in 1947.

## Soorten
Het genus bevat de volgende soorten:

- Aristotelesia carioca Carvalho, 1947
- Aristotelesia fuscata Henry & Carpintero, 2012
- Aristotelesia medialis Henry & Carpintero, 2012